# Сельское поселение «Новозоринское»
Се́льское поселе́ние «Новозоринское» — муниципальное образование в Ононском районе Забайкальского края Российской Федерации.
Административный центр — село Новая Заря.

## История
Статус и границы сельского поселения установлены Законом Читинской области от 19 мая 2004 года «Об установлении границ, наименований вновь образованных муниципальных образований и наделении их статусом сельского, городского поселения в Читинской области».
Закон Забайкальского края от 25 декабря 2013 года № 922-ЗЗК «О преобразовании и создании некоторых населённых пунктов Забайкальского края»:
Распоряжением Правительства России от 13 мая 2015 года № 860-Р селу Заря присвоено название.

## Население
| 2010 | 2011 | 2012 | 2013 | 2014 | 2015 | 2016 |
| ---- | ---- | ---- | ---- | ---- | ---- | ---- |
| 805  | ↘801 | ↘777 | ↘755 | ↘728 | ↘697 | ↘694 |
| 2017 | 2018 | 2019 | 2020 | 2021 |      |      |
| ↗698 | ↘673 | ↘671 | ↘635 | ↘572 |      |      |

## Состав сельского поселения
| № | Населённый пункт | Тип населённого пункта       | Население |
| - | ---------------- | ---------------------------- | --------- |
| 1 | Заря             | село                         |           |
| 2 | Новая Заря       | село, административный центр | ↘619      |